# Liste der Baudenkmale in Queenstown
Die Liste der Baudenkmale in Queenstown umfasst alle vom New Zealand Historic Places Trust (NZHPT) als „Historic Place“ oder „Historic Area“ eingestuften Baudenkmale und Flächendenkmale der neuseeländischen Stadt Queenstown. Die Angaben stammen aus dem Register des NZHPT. Die Bezeichnungen der Baudenkmale orientieren sich an diesem Register. In die Liste werden auch bekannte Wahi Tapu (Area), kulturell und religiös bedeutsame Stätten und Gebiete der Māori, aufgenommen. Sie werden jedoch meist nicht publiziert.

| Bild                          | Bezeichnung                                             | Ort                     | Anschrift                                                         | Beschreibung | Bauzeit                 | Eintrag           | Nummer | Kat. |
| ----------------------------- | ------------------------------------------------------- | ----------------------- | ----------------------------------------------------------------- | --- | ----------------------- | ----------------- | ------ | ---- |
| weitere Bilder                | Ballarat Street Bridge                                  | Queenstown (Neuseeland) | Ballarat Street, Nähe Camp Street Karte                           | Steinerne Bogenbrücke über den Horne Creek | 1882                    | 17. Dezember 1993 | 7097   | 1    |
| weitere Bilder                | Courthouse                                              | Queenstown              | 45 Ballarat Street Karte                                          | steinernes ehemaliges Gerichtsgebäude | 1875–1876               | 26. November 1981 | 7655   | 1    |
| weitere Bilder                | Edith Cavell Bridge                                     | Queenstown              | Arthur’s Point Karte                                              | | 1917–1919               | 26. November 1987 | 4371   | 1    |
| weitere Bilder                | Masonic Lodge (Lake Lodge of Ophir)                     | Queenstown              | 13 Marine Parade Karte                                            | Freimaurerloge | 1863                    | 13. August 1992   | 2338   | 1    |
| weitere Bilder                | Queenstown Library and Reading Room (Former)            | Queenstown              | 44 Stanley Street und Ballarat Street Karte                       | Bibliothek, frühere | 1875–1877               | 26. November 1981 | 0362   | 1    |
| weitere Bilder                | Williams Cottage                                        | Queenstown              | 21 Marine Parade Karte                                            | ältestes Wohnhaus Queentowns | 1866–1867               | 22. März 1988     | 2336   | 1    |
| weitere Bilder                | Skippers Road                                           | Queenstown (Nähe)       | Skippers Road Karte                                               | Straße | 1883–1890 (ca.)         | 15. Dezember 2006 | 7684   | 1    |
|                               | Pleasant Terrace Workings                               | Queenstown (Nähe)       | 2090 Skippers Road                                                | |                         | 12. Dezember 2013 | 5175   | 1    |
| weitere Bilder                | Mt Aurum Homestead and Skippers School Complex (Former) | Queenstown (Nähe)       | Skippers Road                                                     | |                         | 12. Dezember 2013 | 5176   | 2    |
| weitere Bilder                | Coronation Bath House                                   | Queenstown              | 28 Marine Parade Karte                                            | hölzernes Badehaus | 1911                    | 19. April 1990    | 5223   | 2    |
| weitere Bilder                | Eichardt’s Hotel                                        | Queenstown              | Ballarat Street and Marine Parade Karte                           | Hotelgebäude | 1871                    | 10. Dezember 1998 | 7439   | 2    |
| BW                            | Forest Service Building                                 | Queenstown              | 5 Brisbane Street Karte                                           | Gebäude der Forstverwaltung | 1880                    | 24. November 1986 | 2331   | 2    |
| weitere Bilder                | Forresters Lodge                                        | Queenstown              | 50 Ballarat Street Karte                                          | ehem. Lager und Clubhaus | 1870                    | 24. November 1983 | 2332   | 2    |
| weitere Bilder                | Lake County Council Chambers (Former)                   | Queenstown              | 50 Ballarat Street und Stanley Street Karte                       | Verwaltungsgebäude | 1880–1881               | 27. Juni 2013     | 2337   | 2    |
| weitere Bilder                | G. Woodrow Bakers and Confectioners                     | Queenstown              | 1 Cow Lane Karte                                                  | Restaurant, früher Café | 1882                    | 19. April 1990    | 5227   | 2    |
| weitere Bilder                | House (Haus)                                            | Queenstown              | 47 Hallenstein Street Karte                                       | Wohnhaus | 1874                    | 24. November 1983 | 2333   | 2    |
| BW                            | Hulbert House                                           | Queenstown              | 68 Ballarat Street Karte                                          | Wohnhaus | 1889                    | 24. November 1983 | 2343   | 2    |
| BW                            | McBride’s Farm Buildings                                | Queenstown              | 64 Grant Road, Frankton Flats Karte                               | Farmgebäude | 1860–1870 (ca.)         | 15. Februar 2008  | 7729   | 2    |
| BW                            | McNeil Cottage (Mullhollands Stone House)               | Queenstown              | 14 Church Street Karte                                            | Wohnhaus, Teil der Williams Cottage Historic Area | 1882                    | 24. November 1983 | 2330   | 2    |
| BW                            | Mining Tunnel                                           | Queenstown              | Arthurs Point, Shootover River bei Queenstown Karte               | Zur Umleitung des Flusses für den Goldabbau errichteter Tunnel | 1907–1909               | 4. Juni 1985      | 5607   | 2    |
| BW                            | Southfork                                               | Queenstown              | 9 Gorge Road Karte                                                | Wohnhaus | n.a.                    | 24. November 1983 | 2339   | 2    |
| weitere Bilder                | St Peter’s Church (Anglican)                            | Queenstown              | 2–6 Church Street und Camp Street Karte                           | Kirche, anglikanische | 1863                    | 24. November 1983 | 2341   | 2    |
| weitere Bilder                | St Peter’s Vicarage (Former)                            | Queenstown              | 2–6 Church Street Karte                                           | Pfarrei | 1869                    | 14. April 1990    | 2342   | 2    |
| weitere Bilder                | Stone Water Race                                        | Queenstown              | 26 Hallenstein Street Karte                                       | mit Steinen ausgemauerter Wasserablauf | n.a.                    | 19. April 1990    | 5224   | 2    |
| weitere Bilder                | Stone Building                                          | Queenstown              | 17 Brisbane Street Karte                                          | Stall, heute Gästehaus | 1880                    | 19. April 1990    | 5225   | 2    |
| weitere Bilder                | Queenstown Supermarket                                  | Queenstown              | 11 Ballarat Street Karte                                          | Laden | 1897                    | 19. April 1990    | 5226   | 2    |
| weitere Bilder                | St Peter’s Church Hall                                  | Queenstown              | 2–6 Church Street Karte                                           | Gemeindesaal | 1905                    | 24. November 1983 | 5404   | 2    |
| BW                            | Wakatipu Lime Company Kilns (Former)                    | Queenstown              | Bobs Cove, Glenorchy-Queenstown Road (abseits) Karte              | Kalköfen; NZ Archaeological Association Site E41/99 | n.a.                    | 4. Juni 1985      | 5608   | 2    |
| BW                            | Twelve Mile Creek Sluicing Site                         | Queenstown              | Glenorchy-Queenstown Road, Twelve Mile Creek Scenic Reserve Karte | Reste des Goldabbaues durch Ausspülen mit Wasser; NZ Archaeological Association Site E41/126 | n.a.                    | 4. Mai 1985       | 5609   | 2    |
| weitere Bilder                | St Joseph’s Church (Catholic)                           | Queenstown              | 41 Melbourne Street Karte                                         | Kirche, katholische | 1897–1898               | 28. Mai 2012      | 2340   | 2    |
| BW                            | Williams Cottage Historic Area                          | Queenstown              | 13–21 Marine Parade, 14–16 Church Street Karte                    | mehrere Bauwerke, die einen Querschnitt durch die historische Entwicklung Queenstowns zeigen | n.a.                    | 3. März 1995      | 7225   | HA   |
| BW                            | Sew Hoys Big Beach Claim Historic Area                  | Queenstown              | Big Beach, Arthurs Point Karte                                    | Goldabbaugebiet des Chinesen Sew Hoy | 1880er (späte)          | 25. Juni 2004     | 7545   | HA   |
|                               | Wong Gongs Terrace Historic Area                        | Queenstown, Nähe        | Skippers Road, Shotover Valley                                    | Standorte früherer Gebäude, frühere Gemüsegärten | 1880er                  | 25. Juni 2004     | 7549   | HA   |
| Ballarat Street Historic Area | Ballarat Street Historic Area                           | Queenstown              | Ballarat Street Karte                                             | Historic Area, umfasst mehrere Steinbauwerke aus der Blütezeit Queenstowns als Goldgräberstadt (Ballarat Street Bridge, Forrester Lodge, Gerichtsgebäude, Queenstown Lakes District Council Chambers). | 1870er und 1980er Jahre | 28. April 1995    | 7070   | HA   |